# NGC 3922
NGC 3922 = NGC 3924 ist eine linsenförmige Galaxie vom Hubble-Typ S0-a im Sternbild Großer Bär am Nordsternhimmel. Sie ist schätzungsweise 43 Millionen Lichtjahre von der Milchstraße entfernt.
Das Objekt wurde am 9. März 1788 von dem Astronomen Wilhelm Herschel entdeckt.